# Championnat d'Afrique du Sud de Formule 1 1960
Navigation
1959 1961
Le Championnat d'Afrique du Sud de Formule 1 1960 a été remporté par Syd van der Vyver sur une Cooper-Alfa Romeo. Il s'agit de la huitième saison du Championnat d'Afrique du Sud des pilotes et de la première édition avec des monoplaces de type Formule 1.

## Règlement sportif
- Le championnat se déroulera du 1er janvier 1960 au 11 juillet de la même année.
- Le championnat comprendra 7 manches.
- Seuls les trois meilleurs sont retenus.
- L'attribution des points s'effectue selon le barème 8,6,4,3,2,1.
- Pour être classé, un pilote doit avoir disputé au moins trois courses dans, au minimum, deux provinces différentes.

## Résultats
| no | Date        | Course                        | Lieu                                   | Vainqueur         | Voiture              |
| -- | ----------- | ----------------------------- | -------------------------------------- | ----------------- | -------------------- |
| 1  | 1er janvier | East London F1                | Circuit Prince George                  | Syd van der Vyver | Cooper-Alfa Romeo    |
| 2  | 9 janvier   | False Bay 100                 | Belleville                             | Don Philp         | Cooper-Climax        |
| 3  | 7 février   | Pat Fairfield Memorial Trophy | Circuit Roy Hesketh (Pietermaritzburg) | Syd van der Vyver | Cooper 45-Alfa Romeo |
| 4  | 19 mars     | Rand Autumn Trophy            | Grand Central                          | Syd van der Vyver | Cooper 45-Alfa Romeo |
| 5  | 18 avril    | Coronation 100                | Circuit Roy Hesketh (Pietermaritzburg) | Syd van der Vyver | Cooper 45-Alfa Romeo |
| 6  | 31 mai      | Union Day Race                | Grand Central                          | George Cannell    | Cooper-Chevrolet     |
| 7  | 11 juillet  | Border 100                    | Circuit Prince George                  | Syd van der Vyver | Cooper 45-Alfa Romeo |

## Classement des pilotes
| Classement | Pilote            | Pays                          | Voiture                     | Nombre de points |
| ---------- | ----------------- | ----------------------------- | --------------------------- | ---------------- |
| 1er        | Syd van der Vyver |                               | Cooper 45-Alfa Romeo        | 24               |
| 2e         | Don Philp         |                               | Cooper-Climax               | 20               |
| 3e         | Doug Serrurier    |                               | Cooper-Alfa Romeo           | 18               |
| 4e         | George Cannell    |                               | Cooper-Chevrolet            | 16               |
| 5e         | Ian Fraser-Jones  |                               | Porsche RS-Porsche          | 7                |
| 6e         | John Love         | Drapeau de la Rhodésie du Sud | Jaguar D-Jaguar             | 7                |
| 7e         | George Mennie     |                               | Cooper-Climax               | 6                |
| 8e         | Bruce Johnstone   |                               | Volvo Special-Volvo         | 5                |
| 9e         | Bill Jennings     |                               | Jennings-Porsche            | 4                |
|            | Dave Hume         |                               | MG Special-MG               | 4                |
|            | Dave Wright       | Drapeau de la Rhodésie du Sud | Lotus 11-Climax             | 4                |
|            | Cecil Hooper      |                               | Austin Healey-Austin Healey | 4                |
| 13e        | Tony Maggs        |                               | Tojeiro-Jaguar              | 3                |
|            | Bill Dunlop       |                               | Cooper-Jap                  | 3                |
|            | Mitch Mitchell    |                               | Cooper-Jap                  | 3                |
| 16e        | Sam Tingle        | Drapeau de la Rhodésie du Sud | Connaught A-Lea Francis     | 2                |
|            | Neville Austin    |                               | Maserati A6GCS-Chevrolet    | 2                |
| 18e        | Rauten Hartman    |                               | Netuar-Peugeot              | 1                |
|            | Clive Trundell    |                               | Riley TT-Austin             | 1                |
|            | Dawie Gous        |                               | Porsche RS-Porsche          | 1                |

## Autres courses de la saison ne comptant pas pour le championnat
| Date         | Course                                 | Circuit          | Vainqueur         | Voiture                 |
| 30 janvier   | Transvaal Summer Handicap              | Grand Central    | Doug Serrurier    | Cooper-Alfa Romeo       |
| 21 février   | Grand Prix de Marlborough              | Marlborough      | Sam Tingle        | Connaught A-Lea Francis |
| mars         | Des Wolff Trophy                       | Belvedere        | Doug Serrurier    | Cooper-Alfa Romeo       |
| mars         | Grand Prix de Salisbury                | Belvedere        | Jimmy Shield      | Cooper-Climax           |
| 31 mai       | Union Day Race                         | Belvedere        | Syd van der Vyver | Cooper 45-Alfa Romeo    |
| 26 juillet   | Taca Governador Generale de Moçambique | Lourenço Marques | Syd van der Vyver | Cooper 45-Alfa Romeo    |
| 13 août      | Grand Prix de Rhodésie                 | Salisbury        | Syd van der Vyver | Cooper 45-Alfa Romeo    |
| 27 août      | Rhodesia vs. South Africa Challenge    | Grand Central    | Don Philp         | Cooper-Climax           |
| 27 août      | Rand Winter Trophy                     | Grand Central    | Syd van der Vyver | Cooper 45-Alfa Romeo    |
| 1er décembre | Garnetton Classic                      | Garnetton        | Eric Evans        | ?                       |